# Manufaktura
Manufaktura er et af de største centre for handel, rekreation og kultur i Europa. Komplekset ligger i Łódź mellem Zachodnia-, Ogrodowa-, Drewnowska- og Jan Karskis gade.
Manufaktura blev åbnet 17. maj 2006 efter fem års planlægning og næsten fire års byggearbejde. Til sammen dækker centeret et areal på 27 hektar. Til dette formål blev den største revitalisering i Europa gennemført. Manufaktura er placeret i byens centrum i Izrael Poznańskis fabriksbygninger, hvor blandt andet handlingen i Władysław Reymonts "Ziemia obiecana" finder sted.
Under ombygningen blev der lagt stor vægt på, at bevare pladsens gamle stemning, og Manufaktura domineres derfor af gamle fabriksbygninger rød mursten. Kompleksets varemærke er det gamle, fem etager høje spinderi ved Ogrodowa-gaden bygget i årene 1877-1878. Fra 2008 rummer det, det firestjernede hotel, Andel’s. De andre bygninger i Manufaktura er bygget i lignende stil, men er mindre end spinderiet. Undtaget er handelsgalleriet, som er en helt ny konstruktion bygget i glas og stål. Det er imidlertid lavere end de omkringliggende murstensbygninger, og kan derfor ikke ses udefra.
En af indgangene til Manufaktura fører gennem den tidligere, triumfbueagtige hovedport til det gamle spinderie. Hele komplekset, som forener historie og nutid, er tegnet af det engelske firma Virgile & Stone fra London, i samarbejde med arkitektbureau Sud Architectes fra Lyon. Fabriksbygningernes oprindelige arkitekt var fra 1872 Hilary Majewski.
Til sammen er 90.000 m² murstensobjekter blevet restaureret. Hele investeringen har kostet omkring 200 millioner euro.
I Manufaktura findes tilsammen 306 butikker, indkøbscentre, restauranter, konditorier, caféer, pubs og andet. Tjenestesektoren er på over 12.000 m². Komplekset har også et torv på 30.000 m², Polens næststørste efter gamlebytorvet i Kraków, med Europas længste fontæne på 300 meter. Kunderne køres rundt på det store torv med to trambusser.
Ved siden af handelssektoren findes også et restaurantkompleks, bilcenter, kulturcenter (med blandt andet Kunstmuseet, Videnskabsmuseet, Bymuseet (i Izrael Poznańskis palads) og Fabriksmuseet) og underholdningscenter. Sidstnævnte består blandt andet af en biograf med 15 sale, roll arena, klatrevægge, helsestudie og skatepark.